# Anne Möllingerová
Anne Möllingerová (* 27. září 1985, Worms, Porýní-Falc) je německá atletka, sprinterka.
V roce 2005 získala na mistrovství Evropy do 23 let v německém Erfurtu stříbrnou medaili ve štafetě na 4 × 100 metrů. O dva roky později na stejném šampionátu v maďarském Debrecínu vybojovala rovněž stříbro ve štafetovém běhu. V závodě na 100 metrů skončila v semifinále.
V roce 2008 reprezentovala na letních olympijských hrách v Pekingu, kde doběhlo německé kvarteto ve finále na pátém místě. O rok později vybojovala na mistrovství světa v Berlíně společně s Marion Wagnerovou, Cathleen Tschirchovou a Verenou Sailerovou bronzovou medaili ve štafetě na 4 × 100 metrů v čase 42,87 s. Čtvrté Rusky, za které finišovala Julija Čermošanská ztratily na Němky třináct setin sekundy.
Její osobní rekord na stometrové trati z roku 2010 má hodnotu 11,33 s.